# Barbara Palmer
Barbara Palmer   (Església de Santa Margarida, 27 de novembre de 1640 - Chiswick, 9 d'octubre de 1709), nascuda Barbara Villiers, va ser una amant reial anglesa de la família Villiers i potser la més notòria de les moltes amants del rei Carles II d'Anglaterra i d'Escòcia, de qui va tenir cinc fills, tots ells reconeguts i posteriorment ennoblits. Barbara va ser objecte de molts retrats, en particular del pintor de la cort Sir Peter Lely.
La cosina primera de Bàrbara, Elizabeth Villiers (més tard primera comtessa d'Orkney 1657-1733) era la presumpta amant del rei Guillem III.

## Joventut
Nascuda a la família Villiers com Barbara Villiers, a la parròquia de St. Margaret's, Westminster, Middlesex, va ser la filla única de William Villiers (segon vescomte Grandison, mig nebot del primer duc de Buckingham) i de la seva esposa Mary Bayning (cohereva de Paul Bayning, primer vescomte de Bayning).
El 29 de setembre de 1643 el seu pare va morir a la Primera guerra civil anglesa a causa d'una ferida rebuda el 26 de juliol a l'assalt de Bristol, mentre dirigia una brigada de Cavaliers. Havia gastat la seva considerable fortuna en cavalls i municions per a un regiment que ell mateix va aixecar; la seva vídua i la seva filla es van quedar amb una escassa fortuna. Poc després de la mort de Grandison, la mare de Barbara es va casar en segones núpcies amb Charles Villiers, segon comte d'Anglesey, cosí del seu difunt marit.
Després de l'execució del rei Carles I el 1649, la empobrida família Villiers va transferir en secret la seva lleialtat al seu fill, Carles, príncep de Gal·les. Cada any, el 29 de maig, aniversari del nou rei, la jove Bàrbara, juntament amb la seva família, baixaven al celler de casa seva en la foscor total i bevien clandestinament per a la seva salut. Aleshores, Carles vivia a La Haia, recolzat al principi pel seu cunyat, el príncep Guillem II d'Orange, i més tard pel seu nebot, Guillem III d'Orange.

## Matrimoni
Alta, voluptuosa, amb masses de cabells morens, ulls de color semblant a violeta i de parpella gruixuda, pell de color alabastre i una boca sensual, Barbara Villiers era considerada una de les dones reialistes més belles, però la seva falta de fortuna li va deixar amb perspectives de matrimoni reduïdes. El seu primer romanç seriós va ser amb Philip Stanhope, segon comte de Chesterfield, però ell buscava una esposa rica; es va casar amb Elizabeth Butler el 1660. El 14 d'abril de 1659 es va casar amb Roger Palmer (després primer comte de Castlemaine), catòlic romà, en contra dels desitjos de la seva família; el seu pare va predir que ella el convertiria en un dels homes més miserables del món. Els Palmer s'havien unit a l'ambiciós grup de suplicants que van navegar cap a Brussel·les a finals de 1659.
El 1660, Bàrbara es va convertir en l'amant del rei, i el 20 d'agost de 1660 va rebre dos cèntims per cada lliura de Troia de plata encunyada en monedes. Com a recompensa pels seus serveis, el rei va crear per al seu marit els títols de baró Limerick i Earl de Castlemaine el 1661. Aquests títols es van donar amb l'estipulació que Bàrbara només els transmetria a través dels hereus de Roger i, per tant, van servir com a via per al rei per assegurar indirectament una herència per als seus fills il·legítims. Els dos es van separar oficialment el 1662, després del naixement del seu primer fill. S'ha afirmat que Roger Palmer no va tenir cap fill de la seva esposa.

## Amant reial
La influència de Lady Castlemaine sobre el rei va augmentar i es va reduir al llarg del seu mandat com a amant reial. En el seu apogeu, la seva influència va ser tan gran que se l'ha anomenada «La reina sense corona», i se sap que va afirmar la seva influència amb el rei sobre la reina real, Caterina de Bragança. Això va començar inicialment amb el desembarcament de la reina a Portsmouth. Samuel Pepys va informar que la foguera habitual a l'exterior de la casa de Lady Castlemaine es va deixar clarament apagada per a l'arribada de la reina. De fet, planejava donar a llum el seu segon fill i el de Carles al palau de Hampton Court mentre la parella reial estava de lluna de mel.
Dels seus sis fills, cinc van ser reconeguts per Carles com els seus. Carles no creia haver engendrat el més jove, però Lady Castlemaine el va obligar a tenir legalment la paternitat:
- Lady Anne Palmer, més tard FitzRoy (1661-1722), probablement filla de Carles II, encara que algunes persones creien que s'assemblava al comte de Chesterfield. Va ser reclamada per Carles, Chesterfield i Palmer. Més tard es va convertir en la comtessa de Sussex.
- Charles Palmer, més tard FitzRoy (1662-1730), anomenat Lord Limerick i més tard comte de Southampton, es va crear per a ell el títol Duc de Southampton (1675), més tard segon Duc de Cleveland (1709)
- Henry FitzRoy (1663-1690), es va crear per a ell els títols de comte d'Euston (1672) i de duc de Grafton (1675)
- Charlotte FitzRoy (1664-1718), després comtessa de Lichfield. Va donar a llum almenys divuit fills.
- George FitzRoy (1665-1716), es va crear per a ell els títols de comte de Northumberland (1674) i de duc de Northumberland (1683)
- Barbara (Benedicta) FitzRoy (1672-1737). Barbara Villiers va afirmar que era filla de Carles, però probablement era fill del cosí segon i amant de la seva mare, John Churchill, més tard duc de Marlborough.

### Dama de cambra

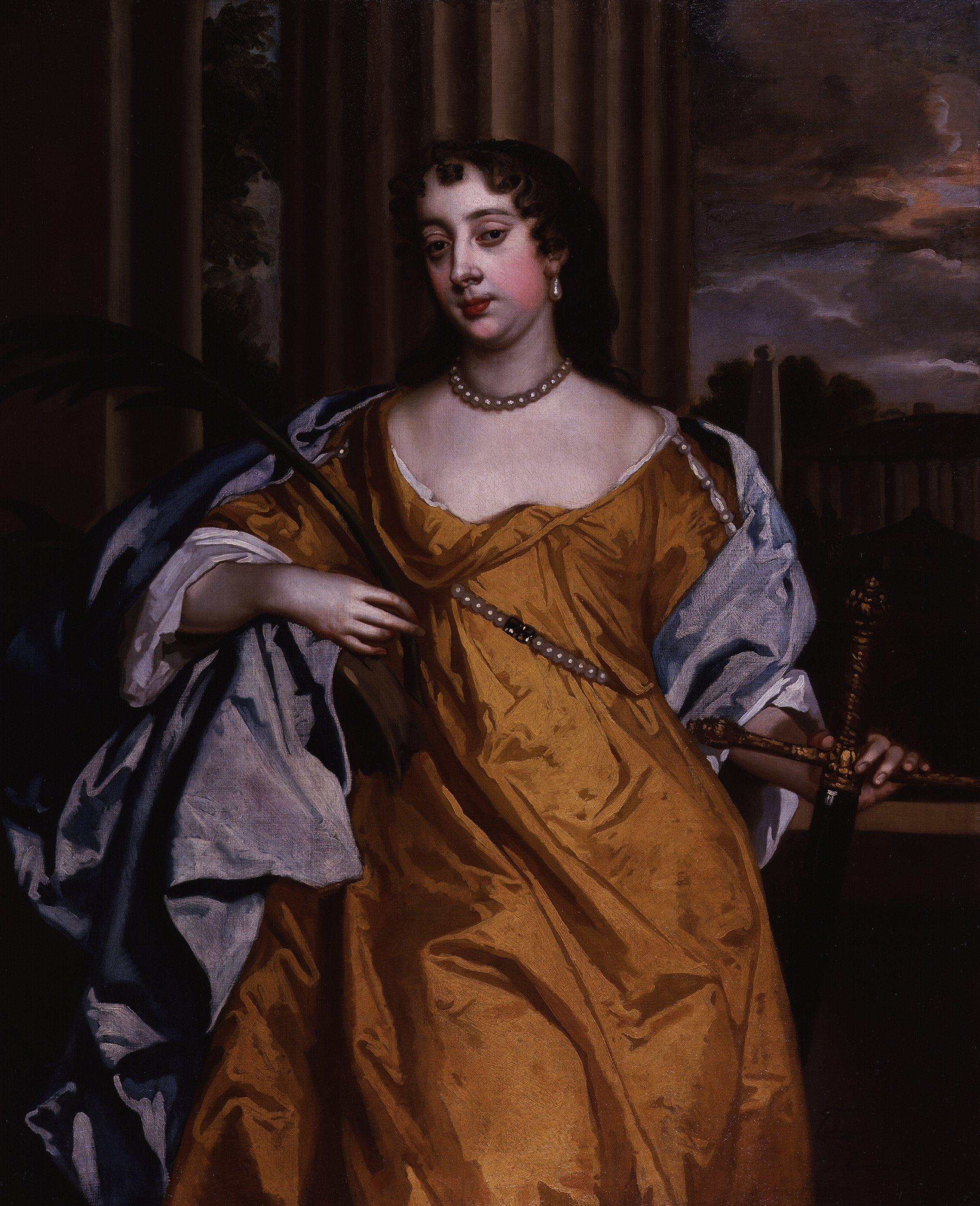
Retrat per Sir Peter Lely (c. 1666)

Amb el naixement del seu fill gran l'any 1662, va ser nomenada Lady of the Bedchamber (Dama de cambra) malgrat l'oposició de la reina Caterina i d'Edward Hyde, primer earl de Clarendon, conseller principal del rei i principal enemic de Lady Castlemaine. A porta tancada, Bàrbara i la reina es van enfrontar constantment.
La seva victòria en ser nomenada Dama de cambra va ser seguida de rumors d'una separació entre ella i el rei, fruit del seu enamorament per Frances Stewart. El desembre de 1663, Lady Castlemaine va anunciar la seva conversió de l'anglicanisme al catolicisme romà. Els historiadors no estan d'acord sobre per què ho va fer. Alguns creuen que va ser un intent de consolidar la seva posició amb el rei, i alguns creuen que va ser una manera d'enfortir els seus vincles amb el seu marit catòlic. El rei va tractar l'assumpte amb lleugeresa, dient que li interessaven els cossos de les dones, però no les seves ànimes. La Cort va ser igualment inflexible, ja que la visió general era que l'Església de Roma no havia guanyat res amb la seva conversió, i l'Església d'Anglaterra no havia perdut res.
El juny de 1670 Carles va crear per a ella el títol de baronessa de Nonsuch (ja que era la propietària del palau de Nonsuch). També se li va concedir, breument, la propietat del Phoenix Park a Dublín com a regal del rei. Va ser nomenada comtessa de Castlemaine i duquessa de Cleveland per dret propi. Tanmateix, ningú a la cort no estava segur de si això era un indici que Carles l'havia rebutjat, o si això era un signe que estava encara més a favor seu. El ducat es va fer amb una resta especial que va permetre passar-lo al seu fill gran, Charles FitzRoy, malgrat la seva il·legitimitat.

## Personalitat
Lady Castlemaine era coneguda per la seva naturalesa dual. Era famosament extravagant i promiscua, amb un temperament reconegut que sovint es girava contra el rei quan estava disgustada. L'escriptor John Evelyn la va anomenar «la maledicció de la nació». Va tenir influència sobre el rei en la seva posició com a amant reial i es va ajudar a si mateixa amb diners de la Privy Purse, així com acceptant suborns dels espanyols i francesos, a més del seu important subsidi del rei.
També va participar en política, combinant-se amb el futur Ministeri de la Cabale per provocar la caiguda de Clarendon. En el seu acomiadament l'agost de 1667, Lady Castlemaine es va burlar d'ell públicament; Clarendon li va recordar suaument que si visqués, algun dia ella també seria vella. També hi ha relats d'una amabilitat excepcional de Lady Castlemaine; una vegada, després que una bastida hagués caigut sobre una multitud de persones al teatre, es va precipitar a ajudar un nen ferit i va ser l'única dama de la cort que ho va fer. Altres la van descriure com molt divertida, mantenint una bona taula i amb un cor que coincideixi amb el seu famós temperament.

## Caiguda

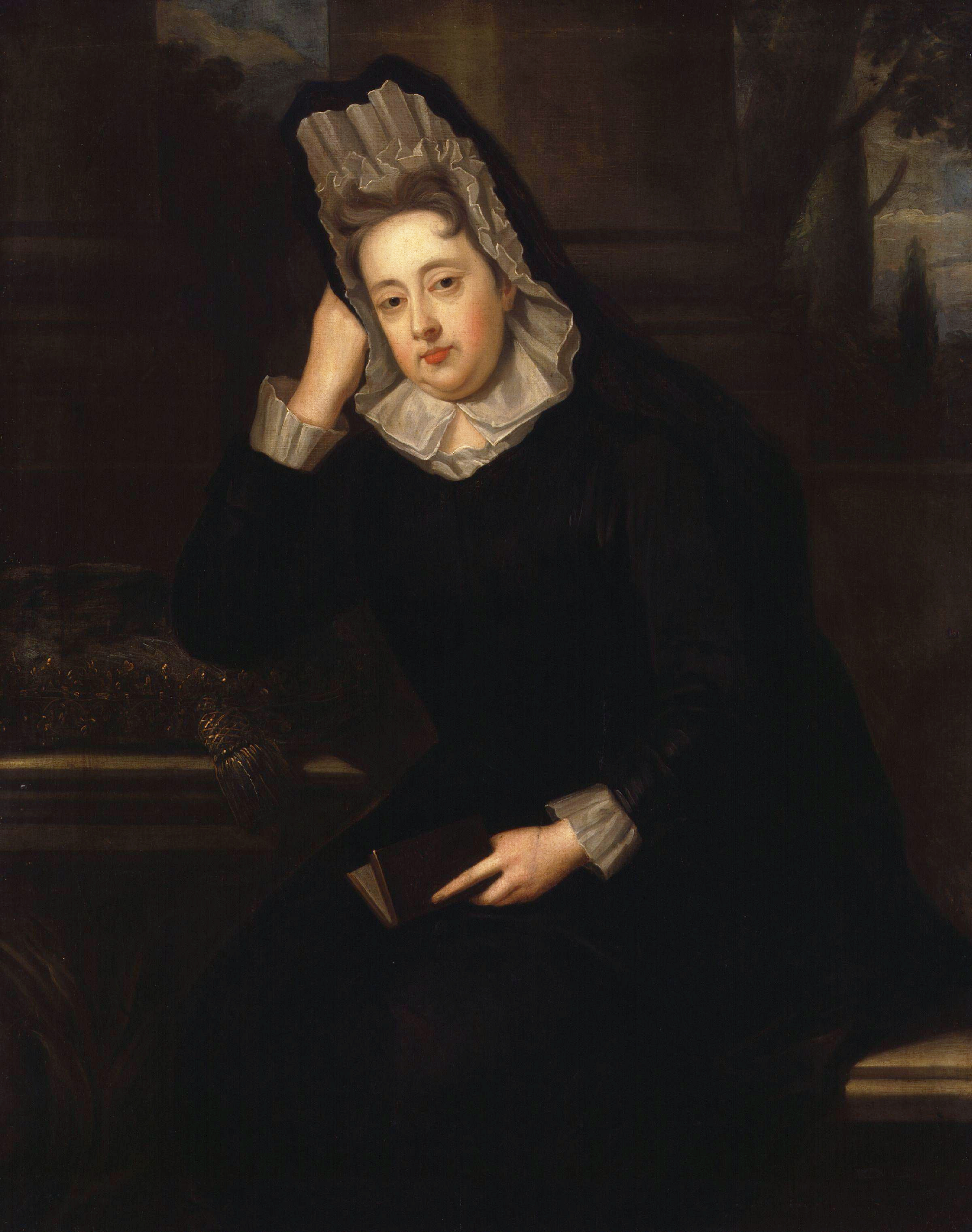
Barbara Palmer, c. 1705

El rei s'havia emportat altres amants, la més notable era l'actriu Nell Gwynne. Més tard en la seva relació, la duquessa de Cleveland també va prendre altres amants, com l'acròbata Jacob Hall, Henry Jermyn (el primer baró Dover) i el seu cosí segon John Churchill. Els seus amants es van beneficiar econòmicament de l'arranjament; Churchill va comprar una anualitat amb 5.000 lliures que ella li va donar. El rei, que ja no estava preocupat per la infidelitat de la duquessa, i li va fer molta gràcia quan va sentir parlar de l'anualitat, dient que després de tot un jove havia de tenir alguna cosa per viure. La seva promiscuïtat oberta i les seves despeses extravagants la van convertir en una figura popular per als satírics per ridiculitzar indirectament el rei i la seva cort, fet que va fer que la seva posició com a amant reial fos encara més precària.
El 1670 Carles II li va regalar el famós Palau de Nonsuch. Com a resultat de la Test Act de 1673, que essencialment prohibia als catòlics ocupar un càrrec, va perdre la seva posició de Dama de la cambra, i el rei la va apartar completament de la seva posició com a amant, prenent Louise de Kérouaille com la seva nova amant reial «preferida». El rei va aconsellar a la seva antiga amant que visqués tranquil·lament i que no causés escàndol, en aquest cas, a ell «no li importava a qui estimès».
El 1676 la duquessa va viatjar a París amb els seus quatre fills menors, però va tornar a Anglaterra quatre anys més tard. Els seus gustos extravagants no van disminuir amb el temps, i entre 1682 i 1683 va fer enderrocar el palau de Nonsuch i va fer vendre els materials de construcció per pagar els deutes de jocs d'atzar. Finalment es va reconciliar amb el rei, que es va veure gaudint d'una vetllada en la seva companyia una setmana abans de morir el febrer de 1685. Després de la seva mort, la duquessa de 45 anys va començar una aventura amb Cardonell Goodman, un actor de terrible reputació, i el març de 1686 va donar a llum el seu fill, un nen.

### Segon matrimoni
L'any 1705 Roger Palmer va morir, i ella es va casar amb el general major Robert Fielding, un caçador de fortunes sense escrúpols a qui més tard el va processar per bigamia, després de descobrir que s'havia casat amb Mary Wadsworth amb la creença errònia que era una hereva, només dos setmanes abans de casar-se amb Bàrbara. Ella es va queixar dels «maltractaments bàrbars» que li havia fet després de suspendre el seu subsidi i, finalment, es va veure obligada a cridar els magistrats per protecció.

### La seva mort
Bàrbara va morir als 68 anys d'edat, el 9 d'octubre de 1709, a la seva casa, Walpole House a Chiswick Mall, després de patir hidropesia, ara descrita com a edema de les cames, amb insuficiència cardíaca congestiva.

## En la cultura popular

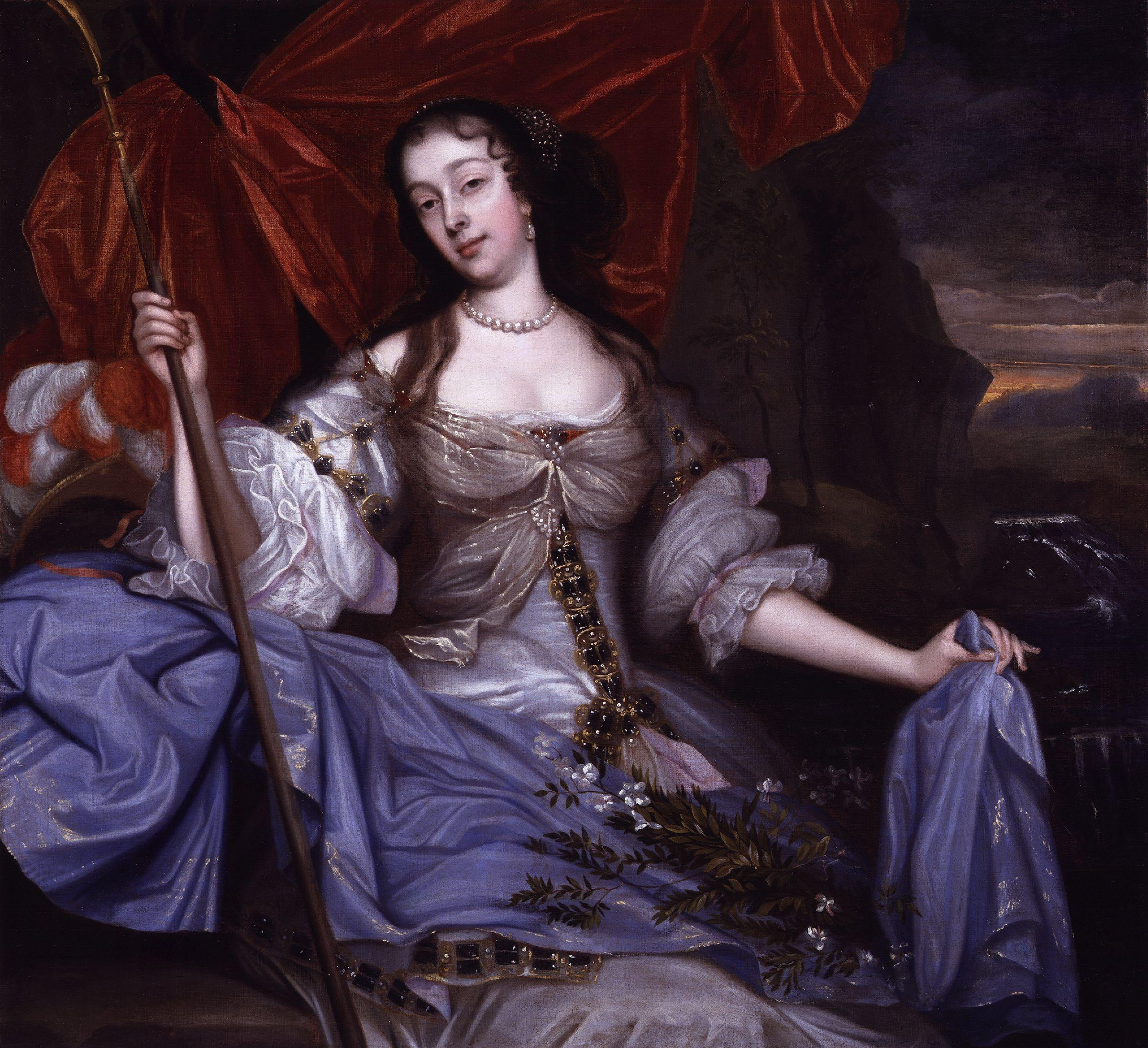
Barbara Palmer apareix sovint com un personatge de la literatura.

### Teatre
Barbara Villiers ocupa un lloc destacat a In Good King Charles's Golden Days (1939) de Bernard Shaw i Nell Gwynn (2015) de Jessica Swale, interpretades a les produccions d'estrena per Daphne Heard i Sasha Waddell respectivament.

### Novel·les
Villiers és la protagonista de les següents novel·les de ficció:
- Forever Amber (1944), de Kathleen Winsor.
- A Health Unto His Majesty (1956), de Jean Plaidy.
- The Sceptre and the Rose (1967), de Doris Leslie.
- Royal Mistress (1977), de Patricia Campbell Horton.
- Royal Harlot (2007), de Susan Holloway Scott.

I també és un personatge recurrent en la col·lecció de novel·les de misteri Thomas Chalonar de Susanna Gregory

### Pel·lícules
Barbara va ser interpretada en les pel·lícules:
- Sweet Nell of Old Drury (1911), per Agnes Keogh.
- The Glorious Adventure (1922), per Elizabeth Beerbohm.
- Nell Gwyn (1926), per Juliette Compton.
- Colonel Blood (1934), per Anne Grey.
- Forever Amber (1947), per Natalie Draper.
- The Lady and the Highwayman (1989), per Emma Samms.
- England, My England (1995), per Letitia Dean.
- Broadside (2009), per Antonia Kinlay.

### Televisió
Barbara va ser interpretada:
- en la minisèrie The First Churchills (1969), per Moira Redmond.
- en la sèrie de televisió Churchill's People (1974), per Diana Rayworth.
- en la minisèrie Charles II: The Power & The Passion (2003), per Helen McCrory.
- en la minisèrie The Great Fire (2014), per Susannah Fielding.